# Porqueira
Porqueira è un comune spagnolo di 1 144 abitanti situato nella comunità autonoma della Galizia.